# Dubrovačka biskupija
Dubrovačka biskupija je biskupija u Hrvatskoj. Današnji teritorij Dubrovačke biskupije obuhvaća veći dio Dubrovačko-neretvanske županije – gradove Dubrovnik i Korčulu, te dvanaest općina: Konavle, Župa dubrovačka, Dubrovačko primorje, Ston, Janjina, Trpanj, Orebić, Lumbarda, Smokvica, Blato, Vela Luka i Lastovo.

## Povijest
Utemeljena je u prvim stoljećima kršćanstva kao Epidauritanska biskupija, sa sjedištem u Epidaurumu (današnji Cavtat). U 7. stoljeću, nakon avaro-slavenske invazije, prenesena je u Ragusu (Dubrovnik).
Od 972. godine se kao zaštitnika biskupije štuje sv. Vlaha, a dotadašnji zaštitnici sv. Srđ i Bah postaju suzaštitnicima.
Godine 998. je uzdignuta na razinu nadbiskupije i metropolije, s najvećom nadležnosti od rijeke Neretve do rijeke Bojane, uključujući vjernike na području Travunje, Zahumlja, Duklje i Bosne.
Tijekom stoljeća, Dubrovačka metropolija dobiva sufraganske biskupije u Stonu, Trebinju, Kotoru, Budvi i Bosni. Prateći mijene u političkim odnosima, biskupija u Kotoru 1178. dolaze pod crkveni utjecaj metropolije iz talijanskog Barija, a 1181. godine Nemanjići protjeruju latinskog biskupa iz Zahumlja – on napušta sjedište svoje biskupije u Stonu i sklanja na otok Murter – te uspostavljaju vlast nad područjem Zahumlja, Budve i Duklje, te u okrilju Pravoslavlja biva 1219. godine osnovana Zetska eparhija. Nemanjići će 1252. godine protjerati i biskupa iz Dubrovačkoj metropoliji sufraganske Trebinjske biskupije. Političke prilike će krajem 13. i početkom 14. stoljeća omogućiti stanovitu obnovu katoličke crkve na području Zahumlja i Travunije. Osmanska vladavina u Dubrovačkom zaleđu s vremenom onemogućava djelovanje Katoličke crkve, te se nadležnost nadbiskupa iz Dubrovnika konsolidira na području Dubrovačke Republike.
Dana 30. lipnja 1828., dvadeset godina nakon okupacije Dubrovačke Republike i nakon neumoljivog pritiska Austrije, papa Lav XII. snizuje je bulom Locum Beati Petri na status biskupije, uz istodobno ukidanje sufraganskih biskupija u Stonu i Korčuli. Dubrovačka biskupija će nakon toga biti podvrgnuta Zadarskoj, a potom Splitsko-makarskoj metropoliji.

## Poznati svećenici
- Popis dubrovačkih biskupa